# خوان ماگلیو
خوان ماگلیو (انگلیسی: Juan Maglio؛ 1904 – ۶ مهٔ ۱۹۶۴) بازیکن فوتبال اهل آرژانتین بود.
از باشگاه‌هایی که در آن بازی کرده‌است می‌توان به باشگاه فوتبال یوونتوس، باشگاه فوتبال ولز سارسفیلد، باشگاه فوتبال جیمناسیا لاپلاتا، و باشگاه ورزشی سن لورنسو آلماگرو اشاره کرد.
وی همچنین در تیم ملی فوتبال آرژانتین بازی کرده‌است.